# Stazione di Niwase
La stazione di Niwase (庭瀬駅?, Niwase-eki) è una stazione ferroviaria situata nel quartiere di Kita-ku, a Okayama, nella prefettura omonima in Giappone. Si trova sulla linea principale Sanyō ed è interessata anche dai servizi della linea Hakubi, i cui treni proseguono/provengono dalla stazione di Okayama.

## Linee e servizi
JR West
■ Linea principale Sanyō
■ Linea Hakubi

## Caratteristiche
La stazione è dotata di due banchine laterali con 2 binari in superficie. La stazione supporta la bigliettazione elettronica ICOCA ed è dotata di tornelli automatici di accesso ai binari.
| 1 | ■ Linea principale Sanyō ■ Linea Hakubi | per Okayama, Banshū-Akō e Himeji        |
| 2 | ■ Linea principale Sanyō                | per Kurashiki, Fukuyama, Niimi e Mihara |
| 2 | ■ Linea Hakubi                          | per Kurashiki, Bitchū-Takahashi e Niimi |

## Stazioni adiacenti
| «                            | Servizio               | »                      |
| Linea principale Sanyō       | Linea principale Sanyō | Linea principale Sanyō |
| Linea Hakubi                 | Linea Hakubi           | Linea Hakubi           |
| ---------------------------- | ---------------------- | ---------------------- |
| Kitanagase                   | Locale                 | Nakashō                |
| Il rapido Sunliner non ferma |                        |                        |